# Zielwasser
Zielwasser (auch: Visierwasser oder Gewehröl) bezeichnete in der Soldatensprache um 1900 als auch in der Jägersprache Schnaps, der die Treffsicherheit eines Schützen erhöhen beziehungsweise die Arbeit des Gewehrreinigens erleichtern sollte. Tatsächlich kann Alkohol unter Umständen den Tremor der Hände hemmen.
Konträr zu diesen Belegen behauptet Hans-Caspar von Zobeltitz, dass es in der preußischen Armee bis 1918 üblich gewesen sei, an Schießständen Wassereimer mit Kelle bereitzuhalten, aus welchen den in den Stand tretenden oder auf dem Schießtisch liegenden Schützen eine oder mehrere Kellen Wasser zum Trinken verabreicht wurden.
Der Begriff Zielwasser taucht auch in Redewendungen wie z. B. „Du solltest besser Zielwasser trinken.“ auf, wenn jemand zum Ausdruck bringen will, dass sein Gegenüber ein Ziel nicht getroffen hat.